# Brongniartella
Brongniartella es un género de algas rojas que lleva su nombre en honor al naturalista francés Adolphe Theodore Brongniart.